# Merguez

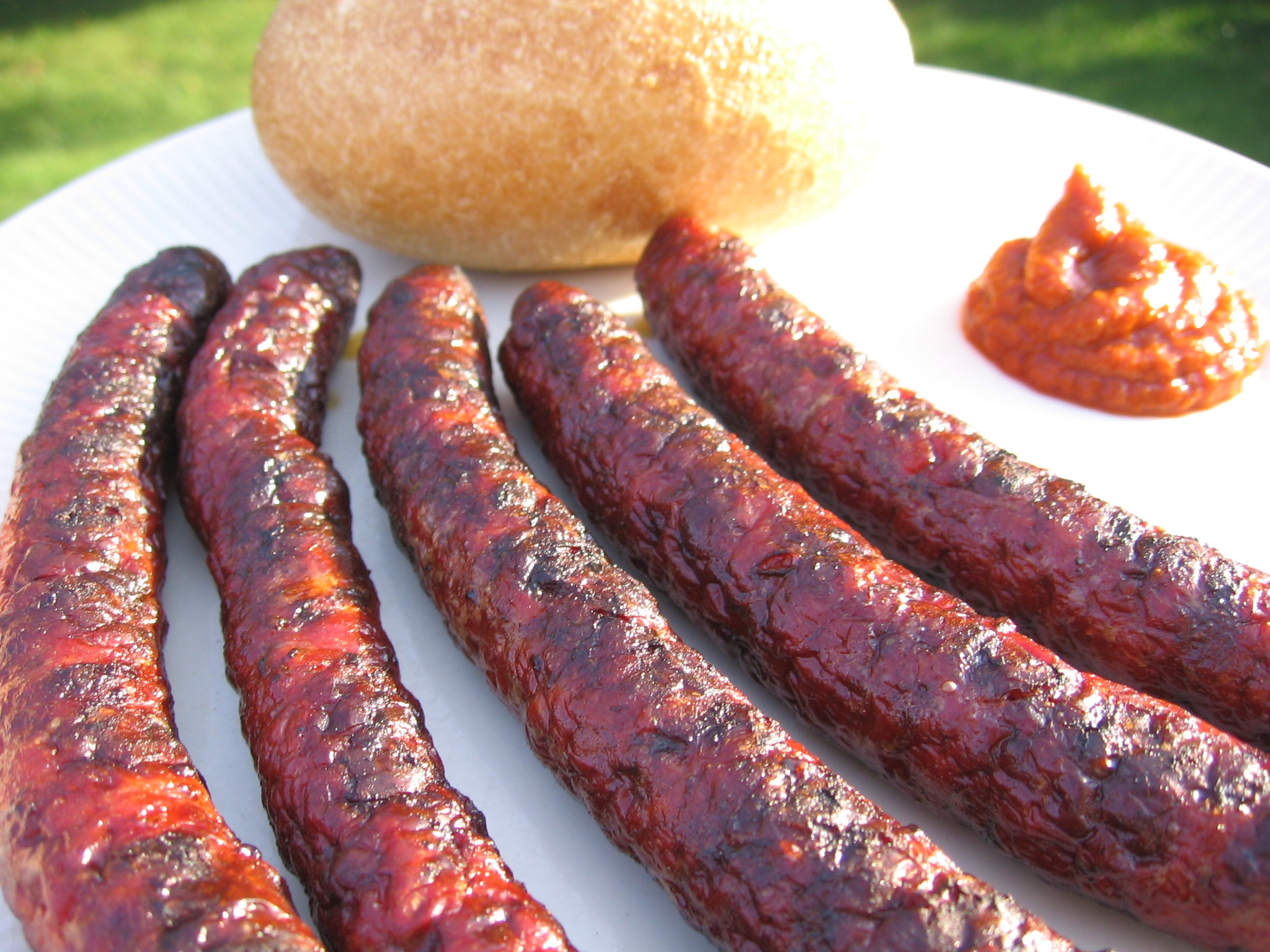
Grilované kolbásy merguez s harissou

Merguez (arabsky مرقاز) je druh pikantní klobásy, jejíž recept pochází ze zemí Maghrebu. Připravuje se z mletého hovězího a skopového masa, dochuceného harissou, česnekem, římským kmínem, koriandrem a mátou peprnou, směs se nadívá do ovčích střívek. Merguez se konzumuje čerstvý nebo sušený, podává se grilovaný s bagetou, kuskusem nebo hranolky, případně se nakrájí na kolečka a přidává do tažínu. Tato uzenina je oblíbená také ve francouzské kuchyni, kam ji ve druhé polovině 20. století přinesly černé nohy, vracející se do vlasti po vyhlášení nezávislosti severoafrických zemí.